# Subgulina talitzkii
Subgulina talitzkii is een insect uit de familie van de mierenleeuwen (Myrmeleontidae), die tot de orde netvleugeligen (Neuroptera) behoort. 
Subgulina talitzkii is voor het eerst wetenschappelijk beschreven door Luppova in 1979.